# Symphurus maldivensis
Symphurus maldivensis es una especie de pez de la familia Cynoglossidae en el orden de los Pleuronectiformes.

## Distribución geográfica
Se encuentran en las islas Maldivas.